# Kap Verdes herrlandslag i fotboll
Kap Verdes fotbollslandslag  representerar Kap Verde i fotboll för herrar. Laget spelade sin första landskamp den 7 januari 1979, och förlorade med 0–3 borta mot Guinea-Bissau.
Laget kallas antingen Tubarões Azuis (blåa hajar) eller Crioulos (kreoler), och kontrolleras av Federação Caboverdiana de Futebol. Kap Verde har aldrig deltagit i VM i fotboll. Laget kvalificerade sig nästan för African Nations Cup 2006, laget låg då under en period tvåa i sin grupp efter Sydafrika. De lyckades för första gången kvalificera sig till Afrikanska mästerskapet 2013, där de lyckades nå kvartsfinal.

## Spelartrupp
Följande spelare var uttagna till vänskapsmatchen mot Portugal den 31 mars 2015.
Matcher och mål är uppdaterade efter matchen mot Portugal den 31 mars 2015.
| # | Pos. | Spelare         | Födelsedatum (Ålder) | Matcher | Mål | Klubb         |                      |
| - | ---- | --------------- | -------------------- | ------- | --- | ------------- | -------------------- |
|   | MV   | Vozinha         | 3 juni 1986          | 23      | 0   | Angola        | Progresso            |
|   | MV   | Kevin Sousa     | 6 juni 1994          | 1       | 0   | Portugal      | Nacional             |
|   |      |                 |                      |         |     |               |                      |
|   | F    | Gegé            | 24 februari 1988     | 24      | 1   | Portugal      | Marítimo             |
|   | F    | Carlitos        | 23 april 1985        | 22      | 0   | Cypern        | AEL Limassol         |
|   | F    | Nivaldo         | 10 juli 1988         | 20      | 0   | Belarus       | Dinamo Minsk         |
|   | F    | Jeffrey Fortes  | 22 mars 1989         | 4       | 0   | Nederländerna | FC Dordrecht         |
|   | F    | Steven Fortes   | 17 april 1992        | 1       | 0   | Frankrike     | Le Havre             |
|   |      |                 |                      |         |     |               |                      |
|   | MF   | Babanco         | 27 juli 1985         | 43      | 3   | Portugal      | Estoril Praia        |
|   | MF   | Toni Varela     | 13 juni 1986         | 26      | 1   | Nederländerna | Excelsior            |
|   | MF   | Calú            | 20 september 1983    | 16      | 0   | Angola        | Progresso            |
|   | MF   | Platini         | 16 april 1986        | 15      | 2   | Bulgarien     | CSKA Sofia           |
|   | MF   | Nuno Rocha      | 25 mars 1992         | 9       | 0   | Rumänien      | CSU Craiova          |
|   | MF   | Sérgio Semedo   | 23 februari 1988     | 2       | 0   | Portugal      | Olhanense            |
|   |      |                 |                      |         |     |               |                      |
|   | A    | Héldon Nhuck    | 14 december 1988     | 36      | 12  | Spanien       | Córdoba              |
|   | A    | Ryan Mendes     | 8 januari 1990       | 24      | 5   | Frankrike     | Lille                |
|   | A    | Odaïr Fortes    | 31 mars 1987         | 22      | 4   | Frankrike     | Reims                |
|   | A    | Júlio Tavares   | 19 november 1988     | 14      | 1   | Frankrike     | Dijon                |
|   | A    | Garry Rodrigues | 27 november 1990     | 10      | 2   | Spanien       | Elche                |
|   | A    | Ricardo         | 18 december 1991     | 1       | 0   | Portugal      | Vitória de Guimarães |